# Rollehæfte
Et rollehæfte er den enkelte rolles tekst af et skuespil samlet for sig.
Nogle gange indeholder rollehæfter dog hele stykket med samtlige roller, andre gange derimod kun de scener af skuespillet, hvori den pågældende rolle optræder.
| Kunst og kultur | Spire Denne artikel om scenekunst og teater er en spire som bør udbygges. Du er velkommen til at hjælpe Wikipedia ved at udvide den. |